# Kuchařovice
Kuchařovice (en allemand : Kukrowitz) est une commune du district de Znojmo, dans la région de Moravie-du-Sud, en République tchèque. Sa population s'élevait à 924 habitants en 2020.

## Géographie
Kuchařovice se trouve à 3 km au nord-est du centre de Znojmo et fait partie de son aire urbaine, à 53 km au sud-ouest de Brno et à 179 km au sud-est de Prague.
La commune est limitée par Únanov au nord, par Suchohrdly à l'est et au sud-est, et par Znojmo au sud-ouest et à l'ouest.

## Histoire
La première mention écrite de la localité date de 1220.